# Football aux Jeux panarabes de 1961
Navigation
Beyrouth 1957 Le Caire 1965
La compétition de football aux Jeux panarabes de 1961 oppose six nations arabes et se déroulent dans la ville de Casablanca au Maroc. Il s'agit de la troisième édition de ces jeux depuis la première qui s'est déroulée à Alexandrie. Se déroulant du 3 au 10 septembre 1961, la compétition s'est déroulée sous forme de championnat mettant aux prises six nations différentes. 
C'est le Maroc qui remporte la compétition de football lors de cette édition grâce à ses 5 victoires d'affilée lui permettant d'obtenir 10 points, sachant que 5 matchs se sont déroulés et que chaque victoire rapporte 2 points. La République arabe unie prend la seconde place alors que la Libye décroche la troisième place.

## Équipes participantes
6 nations prennent part à la compétition :
- Maroc
- Liban
- Libye
- Arabie saoudite
- Koweït
- République arabe unie

## Compétition
| Rang | Équipe                | Pts | J | G | N | P | Bp | Bc | Diff |  | Résultats (▼ dom., ► ext.) |  |     |     |     |      |     |
| ---- | --------------------- | --- | - | - | - | - | -- | -- | ---- |  | -------------------------- |  | --- | --- | --- | ---- | --- |
| 1    | Maroc                 | 10  | 5 | 5 | 0 | 0 | 26 | 6  | +20  |  | Maroc                      |  | 3-2 | 6-2 | 1-0 | 13-1 | 3-1 |
| 2    | République arabe unie | 8   | 5 | 4 | 0 | 1 | 29 | 4  | +25  |  | République arabe unie      |  |     | 2-1 | 4-0 | 13-0 | 8-0 |
| 3    | Libye                 | 5   | 5 | 2 | 1 | 2 | 13 | 13 | 0    |  | Libye                      |  |     |     | 3-2 | 5-1  | 2-2 |
| 4    | Liban                 | 4   | 5 | 2 | 0 | 3 | 13 | 9  | +4   |  | Liban                      |  |     |     |     | 7-1  | 4-0 |
| 5    | Arabie saoudite       | 2   | 5 | 1 | 0 | 4 | 4  | 38 | -34  |  | Arabie saoudite            |  |     |     |     |      | 1-0 |
| 6    | Koweït                | 1   | 5 | 0 | 1 | 4 | 4  | 18 | -14  |  | Koweït                     |  |     |     |     |      |     |

## Vainqueur
| Vainqueur des Jeux panarabes de 1961 Maroc 1er titre |